# Episodi di Un caso per due (quindicesima stagione)
La quindicesima stagione della serie televisiva tedesca Un caso per due, composta da 10 episodi, è andata in onda in Germania sul canale ZDF a partire dal 27 gennaio 1995.
| nº | Titolo originale       | Titolo italiano            | Prima TV Germania | Prima TV Italia |
| -- | ---------------------- | -------------------------- | ----------------- | --------------- |
| 1  | Mordsfreunde           | Un uomo perdente           | 27 gennaio 1995   |                 |
| 2  | Kleiner Bruder         | Il russo                   |                   |                 |
| 3  | Abgründe               | La ragazza del coro        |                   |                 |
| 4  | Weißes Land            | Non vendersi mai a nessuno | 9 giugno 1995     |                 |
| 5  | Konkurs                | Un deficit strano          |                   |                 |
| 6  | Mordsgefühle           | Il figlio del magistrato   |                   |                 |
| 7  | Eine offene Rechnung   | Un uomo senza scrupoli     |                   |                 |
| 8  | Ein anständiger Mörder | Le donnine di Ringo        |                   |                 |
| 9  | Tod im Motel           | Portiere di notte          |                   |                 |
| 10 | Tödlicher Kaufrausch   | Le due sorelle             |                   |                 |